# He Would a Hunting Go
He Would a Hunting Go er en amerikansk stumfilm fra 1913 af George Nichols.

## Medvirkende
- Roscoe 'Fatty' Arbuckle
- Alice Davenport
- Billy Gilbert
- Grover Ligon
- Hank Mann